# Leonard Robert Palmer
Leonard Robert Palmer (Bristol, 5 de junio de 1906 – Pitney, Somerset, 26 de agosto de 1984) fue un erudito y estudioso británico. Profesor de Filología Comparada en la Universidad de Oxford de 1952 a 1971, estuvo también adscrito al Worcester College de la misma universidad. Palmer hizo algunas contribuciones significativas al estudio de las lenguas clásicas y en el área de la lingüística histórica.

## Carrera
Educado en el liceo de Cardiff, realizó sus estudios en la Universidad de Gales del Sur, en el Trinity College Cambridge y en la Universidad de Viena.
Empezó su carrera académica en 1931, enseñando lenguas clásicas en la Universidad de Mánchester.
Durante la Segunda Guerra Mundial, Palmer trabajó para el Cuartel General de Comunicaciones (siglas GC&CS), en Bletchley Park. Su trabajo no era otro que la traducción, interpretación y distribución de mensajes del enemigo.
Una veta importante de sus estudios la constituyó la lingüística griega, y en particular la lengua y datación del período micénico (las tablillas micénicas conocidas como Lineal B.  También investigó antiguas lenguas prehelénicas en el área del mar Egeo, así como su origen y su cronología. A Palmer se debe una obra ampliamente traducida y reimpresa sobre la lengua latina.
Palmer jugó un papel importante en las controversias sobre la datación arqueológica de la Creta micénica, donde discrepó del historiador y arqueólogo, sir Arthur Evans, y favoreció una fecha más tardía.
En su libro "Descriptive & Comparative Linguistics" (1972), entre otras cosas, abordó el tema de la lingüística de Noam Chomsky.

## Estudios protogriegos
Palmer fue uno de los lingüistas que estaban investigando las teorías de que alguna lengua o lenguas desconocidas se hablaban en la Grecia prehistórica antes del asentamiento de hablantes proto-griegos en la zona. Así que esta es la cuestión de un antiguo substrato lingüístico prehelénico en Grecia. Según Palmer, esto puede haber sido una de las antiguas lenguas de Anatolia, quizás una lengua luvita. Sugirió que la lengua de las tablillas Lineal A podría ser el luvita, sobre la base de -ss- y -nd- (correspondiente a -ss- y -nth- en la Grecia continental), presente en los nombres de lugar, característica que se extendería por la Anatolia Occidental.

## Distinciones
Palmer fue secretario y presidente de la Sociedad Filológica británica y miembro correspondiente del Deutsches Archäologisches Institut. En 1981,  recibió un doctorado honoris causa de la Universidad de Innsbruck.

## Publicaciones
- Leonard Robert Palmer, The Greek language (The Great languages). Humanities Press, 1980, 355 páginas. ISBN 0-391-01203-7.
- Leonard Robert Palmer, Descriptive & Comparative Linguistics. A Critical Introduction. Faber & Faber, 1979, 430 páginas. ISBN 0-571-10690-0.
- Leonard Robert Palmer, The Latin Language. University Of Oklahoma Press, 1988, 372 páginas. ISBN 0-8061-2136-X.
- Leonard Robert Palmer, New Guide to the Palace of Knossos. Faber & Faber, 1969, 144 páginas. ISBN 0-571-08727-2.
- Leonard Robert Palmer, Interpretation of Mycenaean Greek Texts. Oxford University Press. ISBN 0198131445
- Leonard Robert Palmer, On the Knossos tablets: The find-places of the Knossos tablets. Book, 1963. 251 p.
- Leonard Robert Palmer, Mycenaeans and Minoans; Aegean prehistory in the light of the Linear B tablets. 2ª rev. 1965. 368 p.
- Leonard Robert Palmer, A grammar of the post-Ptolemaic papyri (1945).
- Leonard Robert Palmer, The language of Homer (1962).
- Leonard Robert Palmer, Aegean chronology (1984).
- Palmer, L. R. (1958). «Luvian and Linear A». Transactions of the Philological Society 57: 75-100. doi:10.1111/j.1467-968X.1958.tb01273.x.